# ニュートラル (モデルエージェンシー)
株式会社ニュートラルマネジメント （NMT inc.）は東京都渋谷区恵比寿にある、女性のモデルエージェンシー。

## 会社概要
- 名称：株式会社ニュートラルマネジメント （NMT inc.）[1]
- 所在地：東京都渋谷区恵比寿1-20-26 ジェラ恵比寿レジデンス302[1]
- 創業：平成25年2月18日[2]
- 代表取締役：岡本浩太郎（岡本竜汰）

## 主な所属モデル
- 三枝こころ
- 天田優奈
- 片桐ゆたか
- 長谷川沙遊
- 吉田友利恵
- 鹿嶋ゆかり
- 高田有紗
- 永瀬かおる
- 潮田あかり
- 大伴理奈
- 森衣真鈴
- 青野楓
- 蒼瀬くるみ
- 葵ばんり
- 中田奈沙
- 三上紗弥
- 江原杏樹
- 土屋ひかる
- 香川るな
- 黒澤かなえ
- 藤阪れいな
- 川野由架子
- 宗馬さよ
- 中村あみ
- 安田さき
- 藤野結衣
- 碓井彩乃
- 増永かろりん
- 今村朱里
- 仲嶺梨子
- 石橋奈美
- 芦田桂子